# 麻栗坡秋海棠
麻栗坡秋海棠（学名：Begonia malipoensis）是秋海棠科秋海棠属的植物。种加词 malipoensis 意为“云南省文山州麻栗坡县的”。分布于中国大陆的云南等地，生长于海拔1,300米的地区，目前尚未由人工引种栽培。